# Hotel Błękitna Gwiazda
Hotel Błękitna Gwiazda (cz. Hotel Modrá hvězda) – czeski czarno-biały film komediowy w reżyserii Martina Friča, zrealizowany w 1941 w Protektoracie Czech i Moraw. 

## Obsada
- Nataša Gollová jako Zuzana
- Oldřich Nový jako Vladimír Rychta Rohan
- Adina Mandlová jako Milada Landová
- Theodor Pištěk jako wujek Tobiáš Rychta Rohan
- Jan Pivec jako muzyk Jirka Tůma
- Ladislav Pešek jako kucharz Zdeněk Junek
- Ferenc Futurista jako pijak
- Karel Dostal jako dyrektor koncernu hotelarskiego
- Čeněk Šlégl jako dyrektor hotelu
- František Filipovský jako księgowy
- Jára Kohout jako pracownik firmy ochroniarskiej
- František Roland jako notariusz
- Vojtech Novák jako psychiatra
- Marie Nademlejnská jako Fafejtová, właścicielka hotelu „Merkur”
- Vladimír Řepa jako złodziej w hotelu „Błękitna Gwiazda”
- Ella Nollová jako złodziejka w hotelu „Błękitna Gwiazda”
- Karel Postranecký jako inspektor policji
- Inka Zemánková jako piosenkarka
- František Paul jako piosenkarz
- Eman Fiala jako konferansjer i dyrygent
- Olga Augustová jako Jarmilka
- Miloš Šubrt jako adwokat
- Dóďa Pražský jako starszy kelner
- Vladimír Štros jako hotelowy konsjerż
- Josef Belský jako recepcjonista
- Jan W. Speerger jako recepcjonista
- Ada Karlovský jako nocny portier
- Antonín Zacpal jako portier
- Jiří Vondrovič jako gość na przyjęciu

## Źródła
- Hotel Błękitna Gwiazda w bazie IMDb (ang.)
- Hotel Błękitna Gwiazda w bazie Filmweb
- Hotel Modrá hvězda w bazie Kinobox.cz (cz.)
- Hotel Modrá hvězda. w bazie ČSFD.cz. (cz.).
- Hotel Modrá hvězda. w bazie FDb.cz. (cz.).